# Aubert (Familienname)
Aubert ist ein französischer Familienname.

## Namensträger
- Alexander Aubert (1730–1805), britischer Astronom
- Alexandre Aubert (* 1979), französischer Biathlet
- Alfred Aubert (1859–1923), Schweizer Politiker (FDP)
- Anaïs Pauline Nathalie Aubert (102–1871), französische Schauspielerin
- Andreas Aubert (1851–1913), norwegischer Kunsthistoriker
- Benjamin Aubert (* 1997), französischer Squashspieler
- Brigitte Aubert (* 1956), französische Schriftstellerin
- Carmelita Aubert (1912–1979), katalanische Sängerin und Schauspielerin
- Charles Aubert (1848–1915), französischer Konteradmiral
- Claude Aubert (1925–2000), Schweizer Jazzmusiker und Musikmanager
- Claude Bernard-Aubert (1930–2018), französischer Filmregisseur, Drehbuchautor und Pornoregisseur
- Daniel Aubert (1905–1991), Schweizer Geologe
- Daniel-François-Esprit Auber (1782–1871), französischer Komponist
- Étienne Aubert (Stephan Aubert; 1285/1292–1362), französischer Geistlicher, Papst Innozenz VI.
- Étienne Aubert der Jüngere († 1369), französischer Kardinal
- Franz Michael d’Aubert (1795–1868), deutscher Politiker
- Georges Aubert (Maler) (1886–1961), Schweizer Maler und Bildhauer
- Georges Aubert (Schauspieler) (1917–2014), französischer Schauspieler
- Georges Eleosippe Aubert (1871–1933), französischer Missionar und Pflanzensammler
- Hermann Aubert (1826–1892), deutscher Mediziner, Physiologe und Zoologe
- Jacques Aubert (le Vieux, 1689–1753), französischer Violinist und Komponist
- Jacques Aubert (Entomologe) (1916–1995), Schweizer Entomologe
- Jade Grillet Aubert (* 1997), französische Freestyle-Skierin
- Jean Aubert (Architekt) (1680–1741), französischer Architekt
- Jean Aubert (Ingenieur) (1894–1984), französischer Ingenieur
- Jean-Baptiste Annibal Aubert du Bayet (1757–1797), französischer Politiker und General
- Jean-François Aubert (* 1931), Schweizer Staatsrechtler und Politiker
- Jean-Jacques Aubert (* 1958), Schweizer Althistoriker
- Jean-Louis Aubert (Dichter) (1731–1814), französischer Geistlicher und Fabeldichter
- Jean-Louis Aubert (Offizier) (1813–1888), Schweizer Offizier, Mathematiker und Straßenplaner
- Jean-Louis Aubert (Musiker) (* 1955), französischer Sänger und Komponist
- Jeanne Aubert (1900–1988), französische Sängerin und Schauspielerin
- Jeannette Aubert (* 1927), französische Wasserspringerin
- Johnny Aubert (Pianist) (1889–1954), Schweizer Pianist
- Johnny Aubert (Motorsportler) (* 1980), französischer Motorradrennfahrer
- Joseph Aubert (General) (1777–1812), französischer General
- Joseph Aubert (Maler) (1849–1924), französischer Maler
- Josiane Aubert (* 1949), Schweizer Politikerin (SP)
- Julien Aubert (* 1978), französischer Politiker
- Karen Denise Aubert (* 1978), US-amerikanische Schauspielerin und Model
- Karl Aubert (1924–1990), norwegischer Mathematiker
- Laia Aubert Torrents (* 1986), spanische Skilangläuferin
- Lenore Aubert (1913–1993), US-amerikanische Schauspielerin
- Louis Aubert (Theologe) (1856–1936), Schweizer evangelischer Geistlicher und Hochschullehrer
- Louis Aubert (1877–1968), französischer Komponist
- Marc Aubert (1912–1939), französischer Marineoffizieranwärter und Landesverräter
- Marcel Aubert (1884–1962), französischer Historiker und Kunsthistoriker
- Marie Aubert (* 1979), norwegische Schriftstellerin
- Marie-Hélène Aubert (* 1955), französische Politikerin
- Mariona Aubert Torrents (* 1983), spanische Biathletin und Skilangläuferin
- Noël Aubert de Versé (1645–1714), französischer Theologe
- Peter Alexander Aubert (1786–1843), Gelehrter, siehe Pedro Alejandro Auber
- Philippe Aubert (* 1943), Schweizer Judoka
- Philippe-Joseph Aubert de Gaspé (1786–1871), französischer Schriftsteller
- Pierre Aubert (Grafiker) (1910–1987), Schweizer Grafiker und Maler
- Pierre Aubert (1927–2016), Schweizer Politiker (SP), Bundesrat
- Pierre Aubert (Politiker, 1929) (1929–2023), Schweizer Politiker (SP), Staatsrat Waadt
- Raphaël Aubert (* 1953), Schweizer Journalist und Schriftsteller
- Roger Aubert (1914–2009), belgischer Kirchenhistoriker
- Rudolf von Arps-Aubert (1894–1946), deutscher Kunsthistoriker
- Sandrine Aubert (* 1982), französische Skirennläuferin
- Simone Aubert (* 1981), Schweizer Rock- und Improvisationsmusikerin
- Suzanne Aubert (1835–1926), französische Missionarin und Ordensgründerin
- Théodore Aubert (1878–1963), Schweizer Politiker (LPS)
- Vilhelm Aubert (1922–1988), norwegischer Soziologe
- Yves Émile Aubert (1892–1976), französischer Seeoffizier